# Нові Карамали (Міякинський район)
Нові Карамали́ (рос. Новые Карамалы, башк. Яңы Ҡарамалы) — село у складі Міякинського району Башкортостану, Росія. Адміністративний центр Новокарамалинської сільської ради.
Населення — 576 осіб (2010; 658 в 2002).
Національний склад:
- чуваші — 97%